# 蓝色海岸

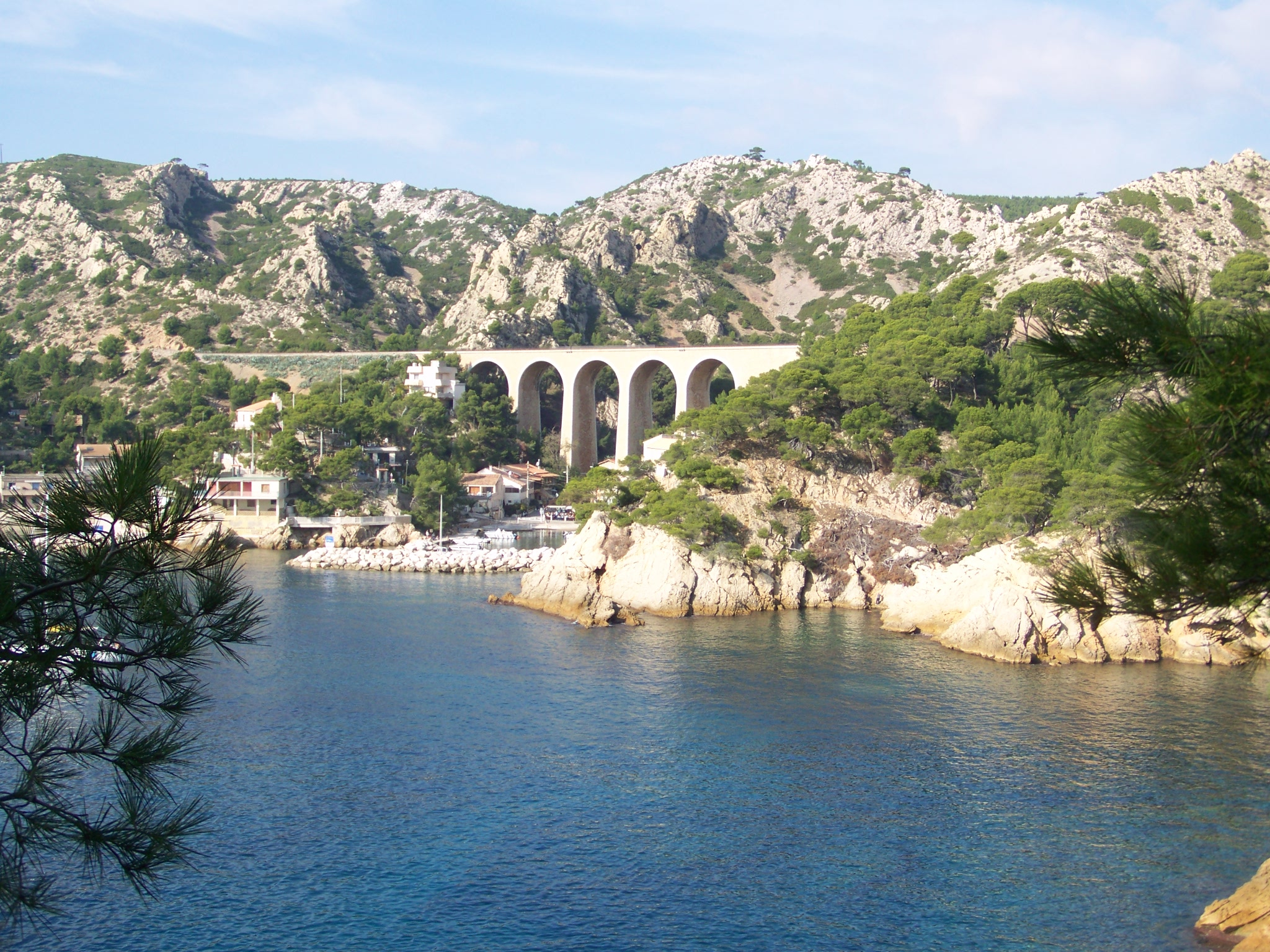
昂叙埃斯拉勒多讷的梅让高架桥，桥上为米拉马斯—莱斯塔克铁路

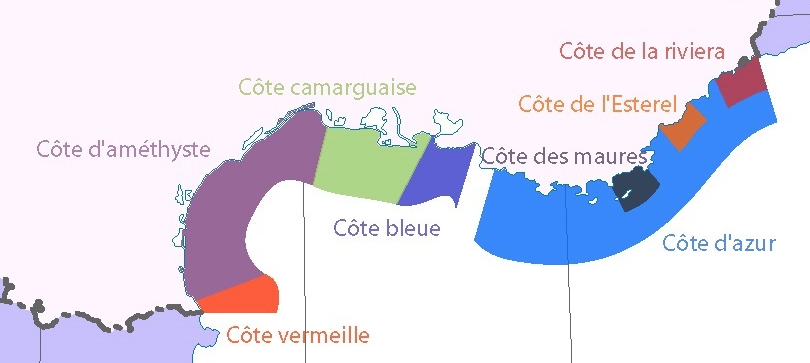
蓝色海岸（藏青色）在法国南部的位置

蓝色海岸（法語：Côte Bleue）是法国东南部地中海沿岸的一部分，位于罗讷河口省，范围从马赛西部至贝尔潟湖入海口，涵盖勒罗沃、昂叙埃斯拉勒多讷、卡里勒鲁埃、索塞莱潘和马蒂格等市镇。
“蓝色海岸”一名来自埃斯塔克山脉附近水体的颜色。